# Rauschertorgasse

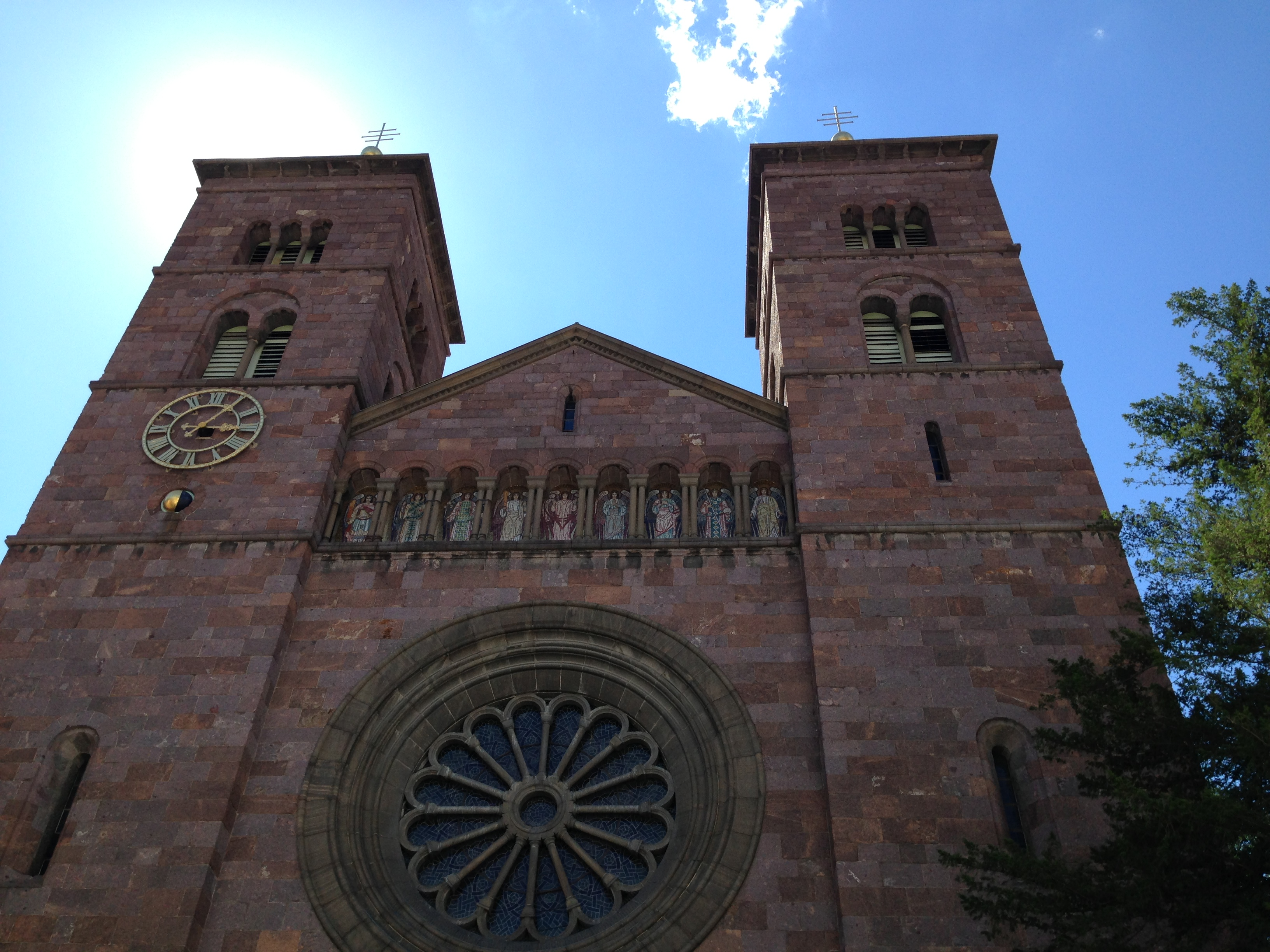
Die Herz-Jesu-Kirche in der Bozener Rauschertorgasse

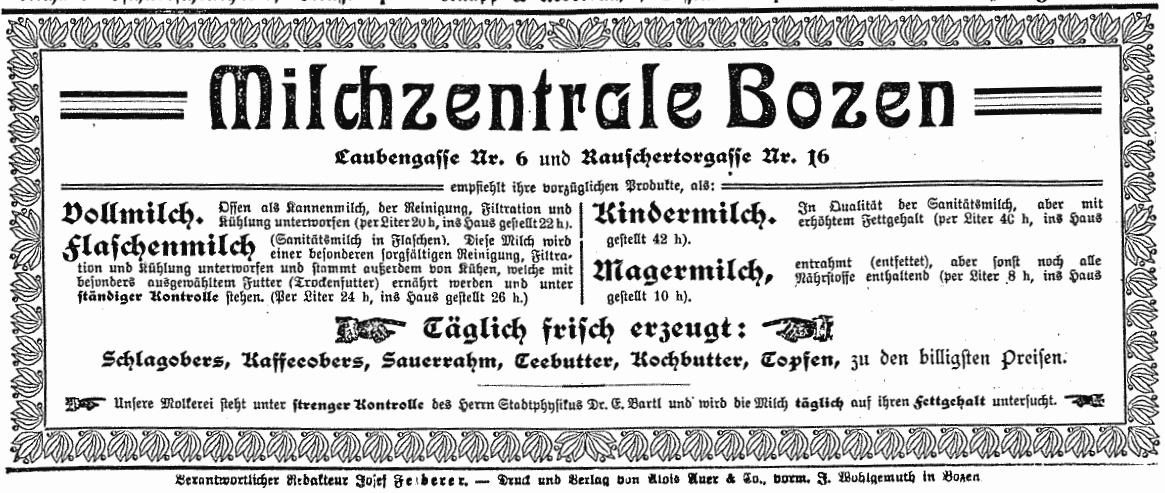
Anzeige für die Milchzentrale Bozen mit Sitz unter den Lauben und in der Rauschertorgasse, Tiroler Volksblatt vom 19. Januar 1907

Die Rauschertorgasse (italienisch Via della Roggia) ist eine Straße im altstädtischen Bereich der Südtiroler Landeshauptstadt Bozen. Sie verbindet mit annähernd südnördlichem Verlauf die Museumstraße mit der Wangergasse.
Die schmale Straße ist seit 1237 bezeugt, als sie im Urkundenregister des Notars Jakob Haas als Ruschgasze aufscheint. Auch in späteren Urkunden wird sie als Rauschgasse (in der Rausgasczen, Raüszgasse, Rawschgassen) bezeichnet. Hier befand sich eine Pfisterei der Marienpfarrkirche, die 1437 als „Vnser frauen ofenhaws“ urkundlich bezeugt ist und von Bäckermeister Rüdiger geführt wurde.
Nach dem ursprünglichen Namen „Rauschgasse“ wurde ein ehemaliges, die Straße nördlich abschließendes Stadttor als Rauschertor bezeichnet, wovon die heutige Bezeichnung stammt, die 1901 mit Gemeinderatsbeschluss verfügt wurde. In der Zeit des Faschismus hieß die Straße einsprachig Via del Ruscello, ehe in der Nachkriegszeit die alte Bezeichnung (mit der neuen italienischen Übersetzung Via della Roggia) wiederhergestellt wurde.
In der Rauschertorgasse befindet sich das älteste Bozner Altersheim, das heute von der Rauschertorstiftung geleitet wird. Es wurde 1863 als städtisches Armenversorgungshaus begründet und dank einer Stiftung von Wilhelmine Grätzl von Kofler großzügig ausgebaut.
Das Eckgebäude zur Wangergasse beherbergt seit 1907 die Marienschule, eine Mädchenschule mit angeschlossenem Internat, geführt von der Kongregation der Tertiarschwestern des Heiligen Franziskus von Brixen und nunmehr als Maria Hueber-Gymnasium bezeichnet. Hier wurde auf Initiative von Emma von Leurs 1925 deutschsprachiger Geheimunterricht erteilt.
Beachtenswert sind der am nordwestlichen Beginn der Straße gelegene, im Kern noch aus dem 13. Jahrhundert stammende Ansitz Stillendorf und die unmittelbar südlich daran angrenzende, neuromanische Herz-Jesu-Kirche aus dem ausgehenden 19. Jahrhundert.
Die Rauschertorgasse gehört zu Bozens Fußgängerzone.